# Vénus sortant de l'onde
Vénus sortant de l'onde est un tableau de Gustave Moreau qu'il réalise  en 1866.

## Historique
Cette Vénus sortant de l'onde est peinte en 1863, alors que de nombreuses Vénus sont présentées au Salon de 1863, dont La Naissance de Vénus de Cabanel. Le sujet n'est donc pas rare. La Vénus de Moreau n'est néanmoins pas présentée au Salon et c'est Œdipe et le Sphinx, présenté au Salon suivant, qui fera la renommée du peintre. C'est sans doute par l'entremise d'Eugène Lacheurié que Gustave Moreau fait la connaissance d'Henri Desprez qui travaille dans les assurances maritimes. Ce dernier fait l'acquisition du tableau en avril 1867 pour 2 000 F et se trouve très satisfait du tableau. Cette satisfaction dure puisque lorsqu'il écrit à l'artiste en 1892, il dit « un bien vieil admirateur de votre talent, qui a toujours sous les yeux et qui s'en régale, la naissance de Vénus que vous avez bien voulu lui faire, il y a plus de 25 ans (en 1864) »,.
L'œuvre est présente dans le  catalogue  de Baillehache sous le numéro 42. Elle vendue le 29 mai 1913 à la galerie Georges Petit et acquise par le baron Robert de Rothschild pour 60 000 F. Après avoir été mise en vente le 21 avril 1971 par Sotheby's à Londres, elle est acquise par le musée de Jérusalem le 21 juin 1991.

## Description
Au centre de cette composition, Vénus se tient droite et raide, les deux bras chargés d'algues et à demi assise sur un dauphin. Cette centralité n'est pas que géométrique, elle se marque aussi par la blancheur particulière de Vénus qui la fait ressortir de l'ensemble. Elle est flanquée d'une sirène et d'un triton dans des tons plus sombres,.